# Глобална алијанса против трговине женама
Глобална алијанса против трговине женама је мрежа више од 80 невладиних организација из свих региона света, које се баве борбом против трговине људима. Глобална алијанса против трговине женама је посвећена раду на променама у политичким, економским, друштвеним и правним системима и структурама које доприносе постојању трговине људима и других кршења људских права, у контексту миграционих кретања у различите сврхе, укључујући сигурност рада и егзистенције . Основана је 1994. године од стране неколико активиста.

## Методе
Глобална алијанса против трговине женама трговину људима гледа из аспекта људских права, што значи:
- Усредсређивање на људска права жртава трговине људима и оних у рањивим ситуацијама у свим активностима против трговине људима,
- Признавање једнакости свих особа у остваривању, брањењу и промовисању својих инхерентних, универзалних и неотуђивих људских права,
- Недискриминација по било којој основи, укључујући етничко порекло, године, сексуалну оријентацију или склоност, веру, пол, године, националност и занимање (укључујући рад у неформалним секторима као што су рад у кући, сексуални рад, итд.)
- Примат принципа одговорности, учешћа и инклузивности/недискриминације у радним методологијама, организационим структурама и процедурама. У том смислу, снажно се охрабрује и подржава самозаступање и организовање оних који су директно погођени трговином људима.

## Стратешки план
Стратешки план одговара на следећи друштвено-економски и политички контекст, који утиче на животе жена миграната и жртава трговине људима, као и на специфичне изазове рада у борби против трговине људима:
- Неолиберални економски систем ставља профит изнад људи, захтева смањену владу и изостанак прописа за пословање, као и приватизацију и укидање социјалне заштите и јавних услуга. То је довело до растуће неједнакости између богатих и сиромашних иу развијеним иу земљама у развоју.
- Слабљење радничких права, синдиката и колективног преговарања, и пораст уговора на нулти сат, по комаду и економије свирка, све то је довело до ерозије тешко извојеваних победа радничког покрета и повећане несигурности у раду. Дигитализација и технологија убрзавају ове промене.
- Климатска криза уништава домове људи и средства за живот, посебно самосталну пољопривреду. Ово гура људе у невољне миграције у градове или друге земље како би пронашли посао који се плаћа.
- Патријархални друштвени ставови узрок су кршења женских права. Један од основних разлога за експлоатацију жена је потцењивање женског рада. Активисти и креатори политике широко препознају родну разлику у платама, али мање неплаћени рад у кући, нези и домаћинству, који жене обављају између 1,5 и 4 пута више од мушкараца широм света.
- Растућа неједнакост и неуједначене користи од глобализације доводе до кризе демократије и успона ауторитарних, „снажних“, популистичких лидера. Ови људи промовишу националистичку политику и подривају међународни поредак и мултилатерализам заснован на правилима. Међународне институције попут УН-а се или игноришу или активно уништавају. Долази до повлачења тешко стечених права, посебно за жене и ЛГБТ+ особе.
- Владе разбијају цивилно друштво и рад на људским правима, криминализују солидарност и присиљавају невладине организације да се региструју као страни агенти.
- Радом на сузбијању трговине људима доминирају поједностављени наративи о злим криминалцима и беспомоћним жртвама док се игноришу већа социоекономска и политичка питања. Поједностављени наративи доводе до поједностављених „решења“, као што је криминализација клијената сексуалних радница, или ограничења миграције жена, као и, шире, строжије спровођење закона и граничне контроле. Такве мере не доприносе обезбеђивању пристојних радних места и услова рада, већ изазивају огромне негативне последице, посебно по мигранте и сексуалне раднице.
- Донатори доприносе маргинализацији цивилног друштва, јер је њихово финансирање све више краткорочно и засновано на пројектима, приморавајући НВО да потроше огромну количину времена на прикупљање средстава и извештавање, и да постану само пружаоци услуга док напуштају своју улогу чувара. Остало је мало времена за размишљање и анализу сопственог свакодневног рада и многи се све више искључују из заједница и друштвених покрета.

## Активности
Рад Глобалне алијансе против трговине женама је структурисан око три главна стратешка тематска правца:
- Истраживање и изградња феминистичког знања
- Комуникације и публикације
- Заступање и утицање
- Јачање савеза и подршка покретима

Стратешки план од 2020 до 2030. године поставља следећа четири широка циља:
- Да допринесе промени дискурса о трговини људима, са питања спровођења закона и криминала, у питање на рода, миграције, рада и развоја.
- Да допринесу промени политика и одговора на трговину људима, тако да поштују женску агенцију и да се заснивају на приступу радничких права, а не на протекционистичким и криминалистичким приступима.
- Створити простор за интерсекционалне дијалоге међу покретима, изграђене на заједничкој феминистичкој анализи радне миграције заснованој на правима.
- Да изазове друштвену и економску невидљивост женског рада, промовише признавање политике радница и подржи њихову мобилизацију, колективни глас и моћ преговарања.

Од 2015. године, Глобална алијанса против трговине женама објављује Anti-Trafficking Review - часопис са отвореним приступом, посвећен посебно трговини људима. Уредник часописа је адвокат Борислав Герасимов. Глобална алијанса против трговине женама се удружила са Краљевским друштвом Единбурга у децембру 2019. године, како би покренула специјално издање Anti-Trafficking Review-а под називом „Перцепције јавности и одговори на трговину људима“.